# Alfred Kauter
Alfred Kauter (* 22. Januar 1905 in Azmoos (Gemeinde Wartau im St. Galler Rheintal); † 5. August 1985 in Muri bei Bern) war ein Schweizer Agrarwissenschaftler.

## Leben und Wirken
Alfred Kauter studierte Landwirtschaft an der ETH Zürich und promovierte dort 1933 mit einer Dissertation über das Wurzelwachstum der Gräser. 1934 übernahm er die Geschäftsführung der Arbeitsgemeinschaft zur Förderung des Futterbaus in der Schweiz. Von 1953 bis 1970 war er Vizedirektor der Abteilung für Landwirtschaft des Eidgenössischen Volkswirtschaftsdepartements (heute: Bundesamt für Landwirtschaft). In dieser Funktion betreute er die Sektionen Acker- und Pflanzenbau, sowie Gemüse-, Obst- und Weinbau und das gesamte Feldversuchswesen der dazugehörenden Versuchsanstalten. 
Kauters Hauptinteressensgebiet war die Weidewirtschaft und der Futterbau. Die Ergebnisse der von ihm durchgeführten Versuche publizierte er überwiegend in praxisnahen Fachorganen. Gemeinsam mit Arnold Schnyder schrieb er ein mehrfach aufgelegtes Lehrbuch über den Acker- und Futterbau.

## Schriften
- Beiträge zur Kenntnis des Wurzelwachstums der Gräser. Diss. ETH Zürich 1933. In: Berichte der Schweizerischen Botanischen Gesellschaft Bd. 42, 1933, S. 37–108.
- Die wichtigsten Wiesenunkräuter. Ihre Lebenseigentümlichkeiten, Schädlichkeit und Bekämpfung. Zürich 1937.
- Futterbau. Eine kurzgefaßte, praktische Anleitung für schweizerische Verhältnisse. Bern 1943, 2. Aufl. 1948.
- Arnold Schnyder und Alfred Kauter: Acker- und Futterbau. Lehrbuch für den Unterricht an landwirtschaftlichen Schulen und Ratgeber für den praktischen Landwirt. Bern 1943, 2. Aufl. 1945, 3. Aufl. 1948, 4. Aufl. 1952, 5. Aufl. 1956.